# 전현희
전현희(全賢姬, 1964년 11월 4일~)는 대한민국의 의사 출신 정치인이다. 제18·20·22대 국회의원이다. 제7대 국민권익위원회 위원장(2020. 6.~2023. 6.)을 지냈다.

## 학력
- 1977년: 충렬국민학교 졸업
- 1980년: 동수영중학교 졸업
- 1983년: 데레사여자고등학교 졸업
- 1990년: 서울대학교 치의학 학사
- 2003년: 고려대학교 대학원 의료법학 석사

## 생애
경상남도 통영시 출신이다. 부산 데레사여자고등학교를 졸업하고, 서울대학교 치과대학에 진학했다. 1990년 치대를 졸업하고 치과의사로 활동하다가 1993년부터 사법시험을 준비했다. 1996년 대한민국 최초로 치과의사로서 사법시험에 합격했다. 2003년 혈액제제로 에이즈에 집단감염된 환자 가족들을 설득해 10년만에 승소했다. 2005년 1심 소송이 시작됐고, 2011년 대법원에서 승소했다.
2008년 제18대 총선에서 비례대표로 당선되었다. 2012년 제19대 총선에서 강남(을) 지역구에 민주통합당 예비후보를 신청하였으나 후보경선에서 정동영 전의원에게 밀려 대신 타지역에 공천되었으나 강남(을)에 남기 위해 포기했다. 대한민국 제20대 총선 더불어민주당 강남(을) 후보로서 서울 지역 전략공천 1호로 선정됐다. 2014년 88올림픽고속도로를 달리던 중 교통 사고로 남편를 여의고, 2016년 4월 13일 제20대 국회의원 선거에서 야당 후보로는 14대 총선에서 홍사덕 이후 24년만에 강남구 을 지역구에 당선되면서 재선 의원이 되었다. 2020년 제21대 총선에서는 낙선하였으며, 이후 2020년 6월부터 2023년 6월까지 국민권익위원회 위원장을 지냈다.
2024년 4월 제22대 총선에서 서울 중구·성동구 갑에 출마·당선, 3선 국회의원이 되었다.

## 경력
- 1996년: 제38회 사법시험 합격(사법연수원 28기 수료)
- 1999년: 외교통상부 한국, 칠레 FTA 자문변호사
- 1999년: 대한의료법학회 상임이사
- 1999년: 대한치과의사협회 고문변호사
- 1999년~2002년: 한꿈통상법연구회 회장
- 2000년~2001년: 여성연합미디어센터 운영위원
- 2000년 5월: 연세대학교 의과대학 법의학과 외래부교수
- 2001년: 피부과의사회, 대한피부과학회, 대한투석전문의협회 고문변호사
- 2001년: 가톨릭대학교 의료경영대학원 외래교수
- 2001년: 민주사회를 위한 변호사모임 환경위원회, 여성복지위원회 위원
- 2001년 6월~2003년 6월: 보건복지부 국민건강증진기금운용심의회 위원
- 2001년 7월~2005년 8월: 보건복지부 중앙의료심사조정위원회 위원
- 2001년 10월: 대한가정의학회, 대한개원의협의회 법률고문
- 2001년 12월~2007년: 대한의사협회 자문변호사
- 2002년: 대외법률연구소 이사장
- 2002년: 대한안과의사협회 고문변호사
- 2002년~2005년: 서울지방변호사회 권익복지위원회 위원
- 2002년~2005년: 전남대학교 치과대학 외래교수
- 2002년~2005년: 한국구강보건의료원 이사
- 2003년: 동아일보 National Agenda 위원회 위원
- 2003년: 녹색소비자연대 상임위원
- 2003년~2004년: 대한변호사협회 여성위원회 위원
- 2003년~2005년: 산업자원부 통상고문 변호사
- 2003년~2005년: 무역위원회 정책평가위원회 위원
- 2003년 3월: 농림부 농업통상정책협의회 위원
- 2003년 12월~2007년: 보건복지부 보건의료정책실무위원회 위원
- 2004년~2005년: 공정거래위원회 소비자보호실무전문가위원
- 2004년~2006년: 서울시공익사업선정위원회 위원
- 2004년 3월: 서울특별시 건설기술심의위원회 위원
- 2004년 6월~2006년 6월: 대한소아과학회 고문변호사
- 2004년 8월~2006년 7월: 식품위생심의위원회 위원
- 2004년 11월: 보건복지부 제왕절개분만감소대책위원회 위원
- 2005년: 녹색시민권리센터 소장
- 2005년~2006년: 미국 조지타운대학교 시장경제연구소 객원연구원
- 2005년~2007년: 농협중앙회 고문변호사
- 2006년: 대한에이즈예방협회 이사
- 2007년 6월: 서울특별시 구로구청 건축위원회 위원
- 2008년 4월 9일: 대한민국 제18대 국회의원 선거 당선(비례대표, 통합민주당, 초선)
- 2008년~2009년: 민주당 원내부대표
- 2010년 5월~2011년 5월: 민주당 원내대변인
- 2011년 12월~2012년 3월: 제19대 국회의원 선거 서울 강남구 을 민주통합당 국회의원 예비후보
- 2016년 4월 13일: 대한민국 제20대 국회의원 선거 당선(서울 강남구 을, 더불어민주당, 재선)
- 2016년 5월~2020년 6월: 더불어민주당 서울특별시당 강남구 을 지역위원회 위원장
- 2016년 6월~2017년 3월: 더불어민주당 전국직능대표자회의 총괄본부장
- 2017년 4월~2017년 5월: 제19대 대통령 선거 더불어민주당 문재인 대통령 후보 중앙선거대책위원회 직능특보단장
- 2018년 11월~2019년 3월: 더불어민주당 정책위원회 택시-카풀TF 위원장
- 2019년 6월~2020년 5월: 한국 4-H본부 자문위원
- 2020년 6월~2023년 6월: 국민권익위원회 위원장
- 2024년 4월 10일: 대한민국 제22대 국회의원 선거 당선(서울 중구·성동구 갑, 더불어민주당, 3선)
- 2024년 5월~: 더불어민주당 서울특별시당 중구·성동구 갑 지역위원회 위원장
- 2024년 6월~: 더불어민주당 정치테러대책특별위원회 위원장
- 2024년 8월~2025년 7월: 더불어민주당 최고위원
- 2024년 10월~: 더불어민주당 공익제보자 권익보호위원회 위원장
- 2024년 11월~: 더불어민주당 사법정의특별위원회 위원장
- 2025년 7월~: 더불어민주당 3대특검종합대응특별위원회 총괄위원장
  - 2025년 7월~: 더불어민주당 3대특검종합대응특별위원회 김건희특검TF 위원장
- 2025년 7월~: 더불어민주당 수석최고위원

### 의정 활동
- 2008년 5월 30일~2012년 5월 29일: 대한민국 제18대 국회의원(비례대표, 통합민주당→민주당→민주통합당, 초선)
  - 2008년 5월~2011년: 대한민국 제18대 국회 보건복지가족위원회 위원
  - 2008년: 대한민국 제18대 국회 가축전염병예방법 특별위원회 위원
  - 2010년 6월~2011년 5월: 대한민국 제18대 국회 후반기 운영위원회 위원
- 2016년 5월 30일~2020년 5월 29일: 대한민국 제20대 국회의원(서울 강남구 을, 더불어민주당, 재선)
  - 2016년 6월~2016년 8월: 대한민국 제20대 국회 전반기 예산결산특별위원회 위원
  - 2016년 6월~2018년 5월: 대한민국 제20대 국회 전반기 국토교통위원회 위원
  - 2017년 6월~2017년 12월: 대한민국 제20대 국회 헌법개정특별위원회 위원
  - 2017년 6월~2017년 7월: 대한민국 제20대 국회 대법관(박정화·조재연) 임명동의에 관한 인사청문특별위원회 간사
  - 2018년 7월~2020년 5월: 대한민국 제20대 국회 후반기 환경노동위원회 위원
  - 2018년 10월~2019년 6월: 대한민국 제20대 국회 에너지특별위원회 간사
- 2024년 5월 30일~: 대한민국 제22대 국회의원(서울 중구·성동구 갑, 더불어민주당, 3선)
  - 2024년 6월~2025년 1월: 대한민국 제22대 국회 전반기 법제사법위원회 위원
  - 2025년 1월~2025년 6월: 대한민국 제22대 국회 전반기 정무위원회 위원
  - 2025년 6월~: 대한민국 제22대 국회 전반기 법제사법위원회 위원

## 가족
- 배우자: 김헌범(1965년~2014년, 사별)
- 자녀: 1녀

## 역대 선거 결과
|  | 25.17% |

|  | 51.46% |

|  | 46.41% |

|  | 52.61% |

## 소속 정당
| 소속 정당 | 소속 정당      | 소속 기간 | 비고      |
| --------- | -------------- | --------- | --------- |
|           | 대통합민주신당 | 2008      | 정계 입문 |
|           | 통합민주당     | 2008      | 합당      |
|           | 민주당         | 2008~2011 | 당명 변경 |
|           | 민주통합당     | 2011~2013 | 합당      |
|           | 민주당         | 2013~2014 | 당명 변경 |
|           | 새정치민주연합 | 2014~2015 | 합당      |
|           | 더불어민주당   | 2015~2020 | 당명 변경 |
|           | 무소속         | 2020~2023 | 탈당      |
|           | 더불어민주당   | 2023~현재 | 복당      |

## 같이 보기
- 대한민국 제18대 국회의원 선거 통합민주당 후보 목록#비례대표
- 서울 성동구의 국회의원
- 서울 중구의 국회의원
- 중구·성동구 을
- 서울 강남구의 국회의원
- 강남구 을
- 대한민국의 국민권익위원회 위원장